# San Ginesio
San Ginesio è un comune italiano di 3 056 abitanti della provincia di Macerata nelle Marche.

## Geografia fisica

### Territorio
Il comune di San Ginesio si trova a 680 m s.l.m., ed è il 5º comune più alto e il 12° più esteso nella provincia di Macerata. Situato a 60 chilometri da Ancona e 25 da Macerata, confina con la Via Picena, SS 78, che mette in comunicazione il territorio maceratese con i Monti Sibillini. L'altezza minima media del suo territorio è di 196 m, mentre quella massima di 1 294 m. Si trova all'interno del parco nazionale dei Monti Sibillini e, grazie alla sua elevata posizione, il panorama spazia dal Conero agli Appennini umbro-marchigiani, con la vista di Monte San Vicino, della totalità dei monti dei Sibillini (come Monte Vettore, Cima del Redentore, Monte Sibilla, Monte Porche, Monte Priora, Pizzo Berro, Pizzo Tre Vescovi, Monte Rotondo) giungendo fino al Monte Ascensione e al Gran Sasso: per questa ragione San Ginesio è anche detto "il balcone dei Sibillini". Uno dei punti più alti del territorio che risulta abitato è la frazione di San Liberato, che si trova a 800 m circa.

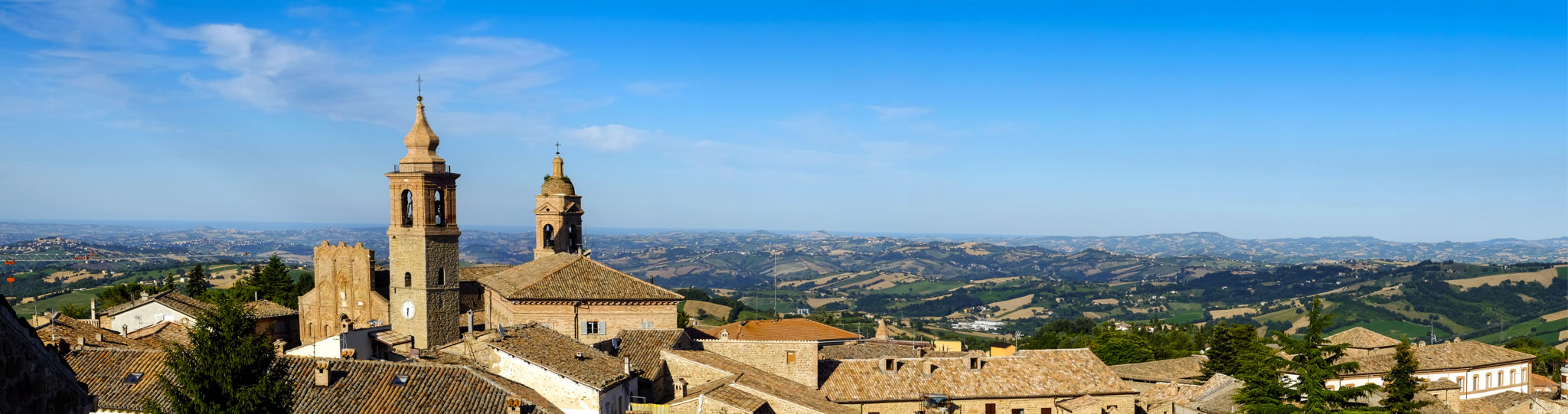
Panorama da San Ginesio verso nord-est

Il borgo, soprannominato anche "il paese delle 100 chiese", sorge anche in un sito panoramico che consente la vista dei comuni di Macerata, Falerone, Treia, Civitanova Marche, Gualdo, Ripe San Ginesio, Sant'Angelo in Pontano, Penna San Giovanni e Monte San Martino, delle frazioni di Passo San Ginesio, Pian di Pieca e Santa Croce (appartenenti al Comune stesso), della frazione di Sassotetto (Sarnano) e la vista del mare Adriatico e delle pale eoliche di Serrapetrona. All'interno del territorio comunale nasce e scorre il fiume Fiastra, presente già in epoca romana con il nome Flussorius, che sfocia nel Chienti, e il torrente Entogge, che sfocia nel Fiastra, mentre nei pressi delle frazioni Morico, Morichelli e Pian di Pieca scorre il Fiastrone. Per evitare problemi di distribuzione idrica, il paese è dotato di un grande serbatoio, che in caso di penuria sopperisce alla necessità.

### Clima
Il suo vasto territorio si estende dall'alta montagna alla pianura, ragion per cui il clima è vario: si passa da un clima estivo piacevole e ventilato a inverni piuttosto rigidi e innevati, mentre le stagioni intermedie sono miti e piovose. Questo particolare comportamento climatico è comune nelle aree che si trovano nel Parco Nazionale dei Monti Sibillini. Generalmente, la temperatura media di San Ginesio si aggira intorno al 5/6°C a gennaio, per raggiungere poi i 23/24 °C nel mese di luglio, anche se a volte possono variare. Secondo gli studi dell'Ente Parco, San Ginesio ha un coefficiente nivometrico del 20/25% e attraverso le analisi effettuate con l'utilizzo di ERA-5, un sistema di rianalisi atmosferica del Centro europeo per le previsioni meteorologiche a medio termine, dal 1979 al 2021 la temperatura media di San Ginesio è aumentata di circa 2 °C a causa del surriscaldamento globale. Il Comune, inoltre, dispone di una stazione meteorologica situata a Pian di Pieca, a 468 m s.l.m..
| Dati meteo 2020            | Mesi | Mesi | Mesi | Mesi | Mesi | Mesi | Mesi | Mesi | Mesi | Mesi | Mesi | Mesi | Stagioni | Stagioni | Stagioni | Stagioni | Anno  |
| Dati meteo 2020            | Gen  | Feb  | Mar  | Apr  | Mag  | Giu  | Lug  | Ago  | Set  | Ott  | Nov  | Dic  | Inv      | Pri      | Est      | Aut      | Anno  |
| -------------------------- | ---- | ---- | ---- | ---- | ---- | ---- | ---- | ---- | ---- | ---- | ---- | ---- | -------- | -------- | -------- | -------- | ----- |
| T. max. media (°C)         | 7,5  | 8,2  | 12,0 | 15,7 | 19,9 | 24,7 | 27,6 | 27,7 | 22,5 | 18,1 | 13,0 | 8,6  | 8,1      | 15,9     | 26,7     | 17,9     | 17,1  |
| T. media (°C)              | 3,1  | 3,5  | 7,0  | 10,8 | 15,1 | 19,7 | 22,4 | 22,3 | 17,3 | 13,4 | 8,7  | 4,3  | 3,6      | 11,0     | 21,5     | 13,1     | 12,3  |
| T. min. media (°C)         | −0,6 | −1,0 | 2,1  | 5,6  | 9,7  | 13,8 | 16,2 | 16,5 | 12,5 | 9,3  | 5,0  | 0,5  | −0,4     | 5,8      | 15,5     | 8,9      | 7,5   |
| Precipitazioni (mm)        | 76   | 75   | 93   | 114  | 113  | 91   | 69   | 69   | 92   | 81   | 103  | 97   | 248      | 320      | 229      | 276      | 1 073 |
| Giorni di pioggia          | 8    | 8    | 9    | 11   | 10   | 8    | 7    | 8    | 9    | 8    | 9    | 9    | 25       | 30       | 23       | 26       | 104   |
| Umidità relativa media (%) | 82   | 80   | 76   | 74   | 72   | 66   | 59   | 61   | 71   | 79   | 82   | 83   | 81,7     | 74       | 62       | 77,3     | 73,8  |

## Origine del nome
La prima citazione conosciuta del nome è "castrum Sancti Genesij", risalente al 995. È probabile che il luogo precedentemente denominato "Avia" (da "a-via" proveniente dal paganesimo) o "Esculanum" mutasse nel toponimo San Ginesio dopo il passaggio dei Franchi di Carlo Magno. Storicamente sono stati accreditati anche altri nomi, come "Castrum" o "Castra" (col significato di "castello fortificato" per via dell'altura), "Cupra Montana" (per il culto della dea Cupra), "Gineta" (per il culto della dea Gineta) e "Caput Castri" o "Oppidum" (col significato di "castello fortificato").
Il santo patrono del borgo non è Genesio di Arles, né il Genesio di Brescello, come scritto da Gaetano Moroni, ma Genesio di Roma, mimo fatto martirizzare nel 303 dall'imperatore Diocleziano per essersi rifiutato di rappresentare in scena, in modo burlesco, il battesimo sacramento dei Cristiani. Per questa ragione il santo è diventato il patrono della gente di teatro. Nel 1601 papa Clemente VIII concesse a San Ginesio la reliquia del santo consistente in un braccio sinistro; ma siccome il martire Ginesio e il martire Eleuterio erano stati sepolti insieme, per evitare confusioni, le "sante braccia sinistre" inviate furono due. Da allora le reliquie sono conservate nella maggiore chiesa del luogo, denominata col nome di Collegiata.
Prima della nascita della Repubblica, che ne ufficializza la scrittura attraverso il decreto del Presidente della Repubblica del 1952, il nome del comune non era sempre diviso come lo conosciamo oggi, ovvero San Ginesio, ma spesso si poteva trovare scritto unito, quindi Sanginesio. Ad esempio, troviamo "San Ginesio" nel Dizionario di Gaetano Moroni (1846), mentre "Sanginesio" nel primo volume sull'Italia Centrale della Guida d'Italia del Touring Club Italiano (1924).

## Storia

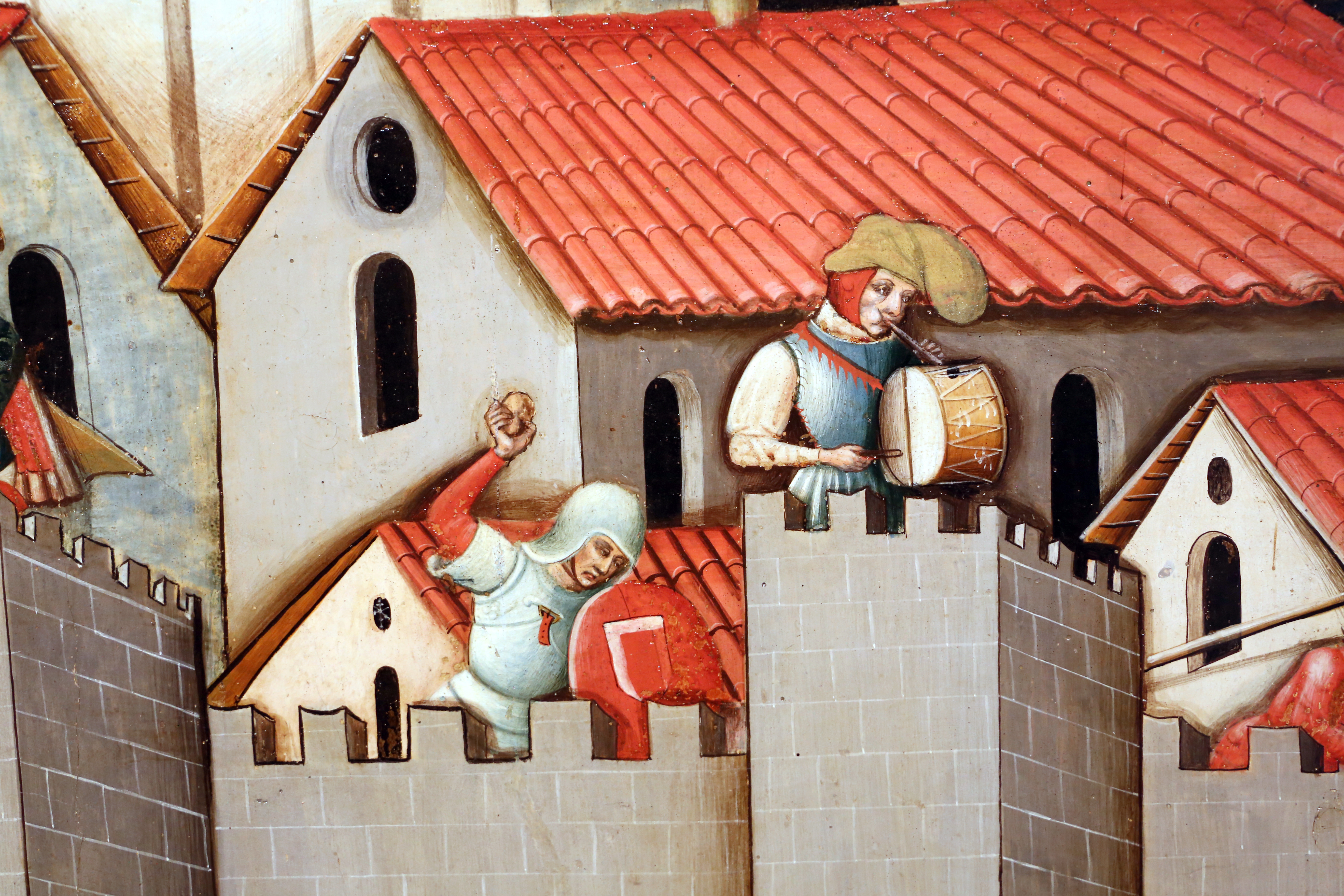
Dettaglio del Quadro di Sant'Andrea che rappresenta alcuni soldati ginesini durante la battaglia della Fornarina

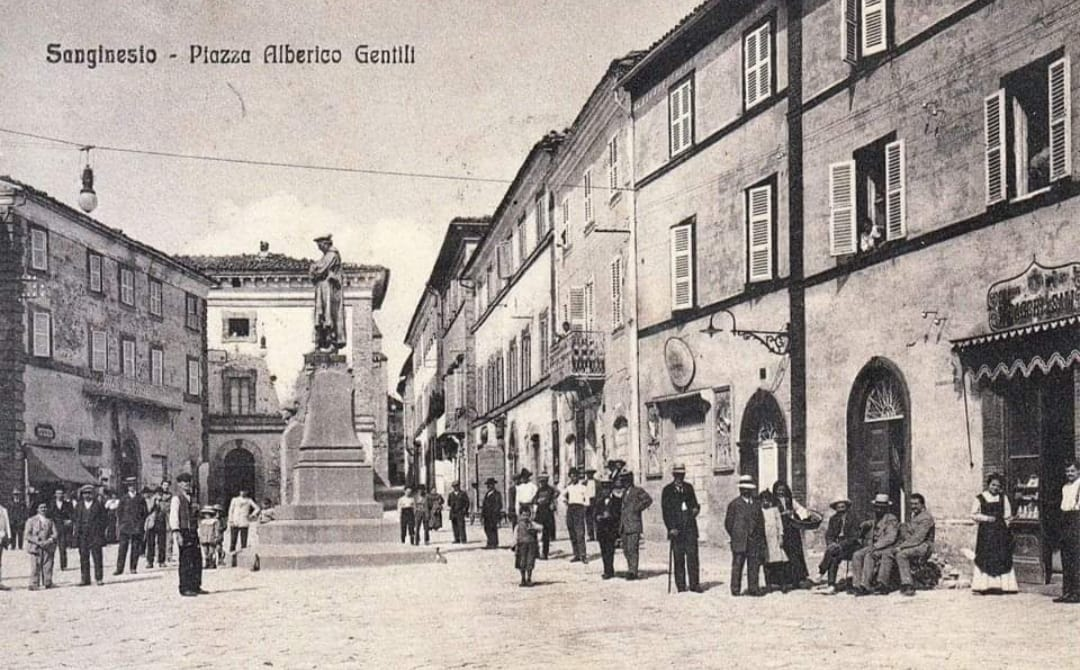
Piazza Alberico Gentili nei primi del XX secolo

La storia di San Ginesio inizia intorno al I millennio a.C., quando i Senoni si stanziarono nel territorio. Con l'arrivo dei romani i galli Senoni vennero sconfitti e conquistati, più precisamente dal III secolo a.C al I secolo d.C.. San Ginesio si presenta con pianta urbanistica a croce, circondato da un imponente giro di mura castellane dove sono ancora visibili i rompi-tratta e tutte le strutture difensive dell'epoca, dal camminamento di ronda, alle feritoie per arcieri e ai torrioni. Con la caduta dell'Impero Romano, i Goti e i Longobardi, questi ultimi spodestati da Carlo Magno, distrussero gli insediamenti di pianura, costringendo gli abitanti ad arroccarsi e a rifugiarsi nelle colline più interne, dove i nobili erano soliti recarsi per le loro battute di caccia. Con l'arrivo dei Normanni nel X secolo, la borghesia prese la decisione di costruire una fortificazione sul colle più alto per dominare il passaggio a valle da un luogo adatto: così nacque San Ginesio.
Gestito a mo' di Repubblica, con le costituzioni egidiane del XIV secolo, scritte dal cardinale Egidio Albornoz, il Comune divenne territorio dello Stato pontificio e venne governato dai Da Varano di Camerino dal 1355 fino al 1434. Fu proprio in questo periodo che nacque la grande sfida con la Marca Fermana e Fermo, che sfociò il 30 novembre 1377 anche in una battaglia, la battaglia della Fornarina. L'indebolimento della casata dei Da Varano favorì la discesa del condottiero milanese Francesco Sforza che nel 1434 assoggettò un gran numero di territori della Chiesa, che furono poi liberati nel 1443 dall'altro Capitano di Ventura Niccolò Piccinino, al soldo del papato. Fu solo nel 1445 che San Ginesio riconobbe pacificamente la sua appartenenza al dominio pontificio. Tra il 1450 e l'elezione al soglio pontificio di papa Pio II trecento ginesini vennero esiliati, accusati di complottare contro il Papa. Essi trovarono riparo nel comune di Siena. Il loro comportamento in questa città fu così lodevole e irreprensibile che i suoi governanti inviarono ambasciatori senesi a San Ginesio per difendere la loro causa presso la magistratura ginesina, ottenendone il perdono e il permesso di rientrare in patria. Accompagnati da esponenti della città di Siena, gli esuli si presentarono alla "Porta Picena" recando in dono un crocifisso ligneo in segno di pace e, in segno di concordia, gli Statuti senesi sui quali adeguare il nuovo ordinamento municipale che, redatto sul modello senese, papa Pio II approvò nel 1458. Il governo cittadino scelse un pittore senese per rappresentare il quadro della storica battaglia, conosciuto come Quadro di Sant'Andrea.
Nel XVI secolo l'Inquisizione istituì nel paese alcuni processi per eresia. Quello che fece più scalpore fu quello di Matteo Gentili, che fuggì insieme a suo figlio Alberico, poi raggiunti dal penultimo, Scipione. I due fratelli divennero noti giuristi.
San Ginesio, durante la seconda guerra mondiale, fu un paese di collegamento strategico tra le Marche, visto il vasto territorio che confinava con la SS 78. Con la nascita della Repubblica Sociale Italiana nel 1943, nel territorio comunale iniziò ad operare il Gruppo Vera, guidato da Girolamo Casà, che dopo essere fuggito da Bari, aiutò i partigiani ginesini. Numerosi furono gli eventi che videro contrapposti soldati nazifascisti, partigiani e civili, che sfociarono in sparatorie e processi sommari, come l'assalto ad un ufficiale delle SS presso Pian di Pieca nella notte tra il 16 e 17 giugno, l'uccisione del carabiniere Glorio Della Vecchia a Passo San Ginesio e di padre Sigismondo Damiani da parte della II° Brandenburg 3 nell'eremo di San Liberato.
Nel 1969 San Ginesio fu al centro di un importante patto politico: Arnaldo Forlani e Ciriaco De Mita stipularono un patto che avrebbe dovuto rinnovare la Democrazia Cristiana e portarli alla testa del partito. Il patto fu chiamato il "Patto di San Ginesio". Il convegno si realizzò quando Forlani divenne segretario del partito e De Mita vicesegretario, per discutere del cambio di generazione (dalla seconda alla terza) e per la successione di Giuseppe Saragat. Nel 1972, dopo l'accordo e il via libera per il governo di Centro-destra di Giulio Andreotti, con il Congresso successivo, Forlani venne sostituito da Amintore Fanfani alla segreteria della DC, quindi la seconda generazione su quelli di San Ginesio vinsero. Con le vicende di tangentopoli, il rinnovamento della DC al quale dichiaravano di ispirarsi i giovani riuniti nel paese, fu imprevedibile. Nel 1997 San Ginesio venne colpito dal terremoto di Umbria e Marche e nel 2016 dal terremoto del Centro Italia del 2016 e del 2017, subendo notevolissimi danni.

### Simboli

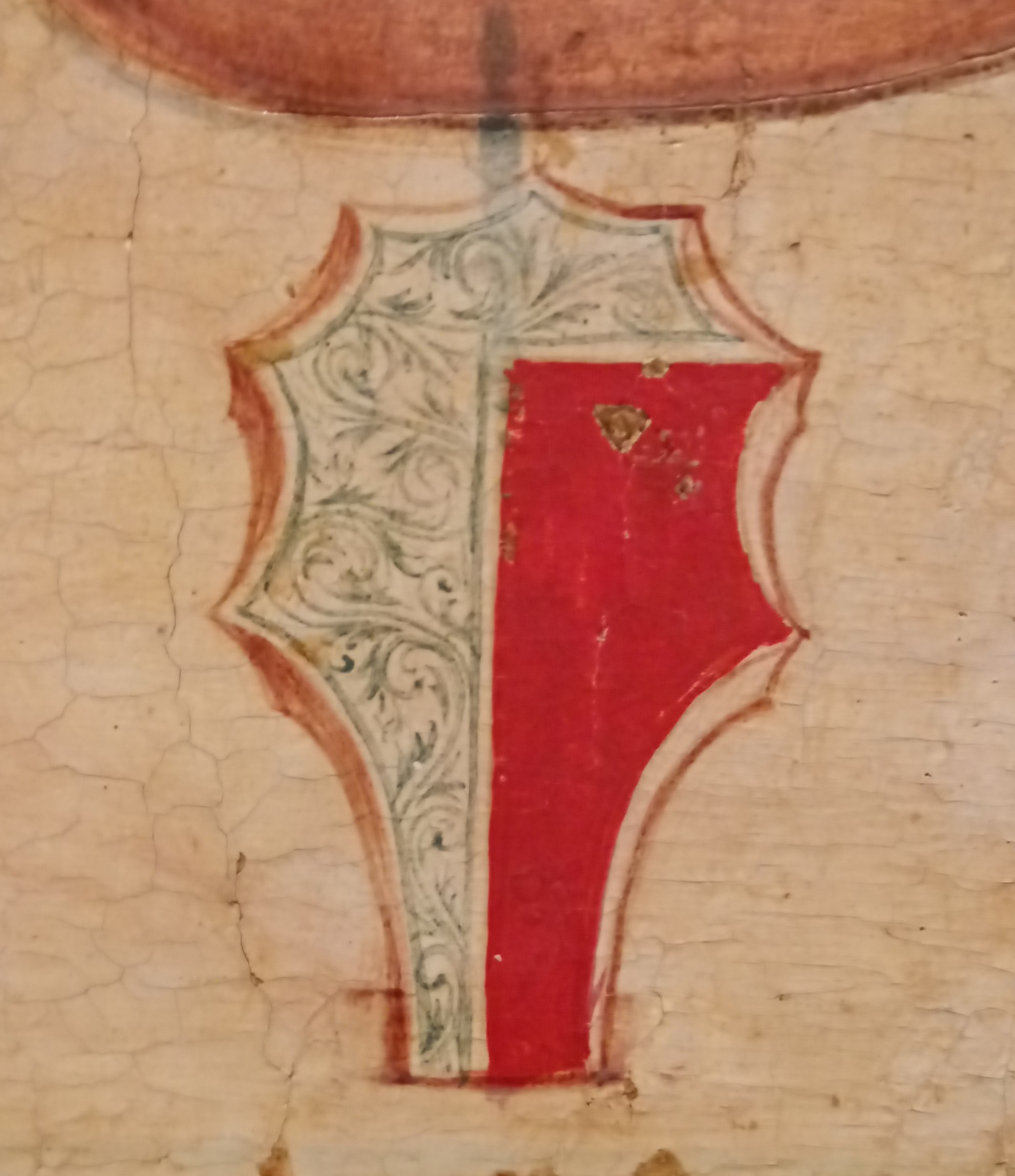
Stemma di San Ginesio nel dipinto del 1498 Madonna in trono col Bambino, san Francesco e il beato Liberato da Loro Piceno di Stefano Folchetti

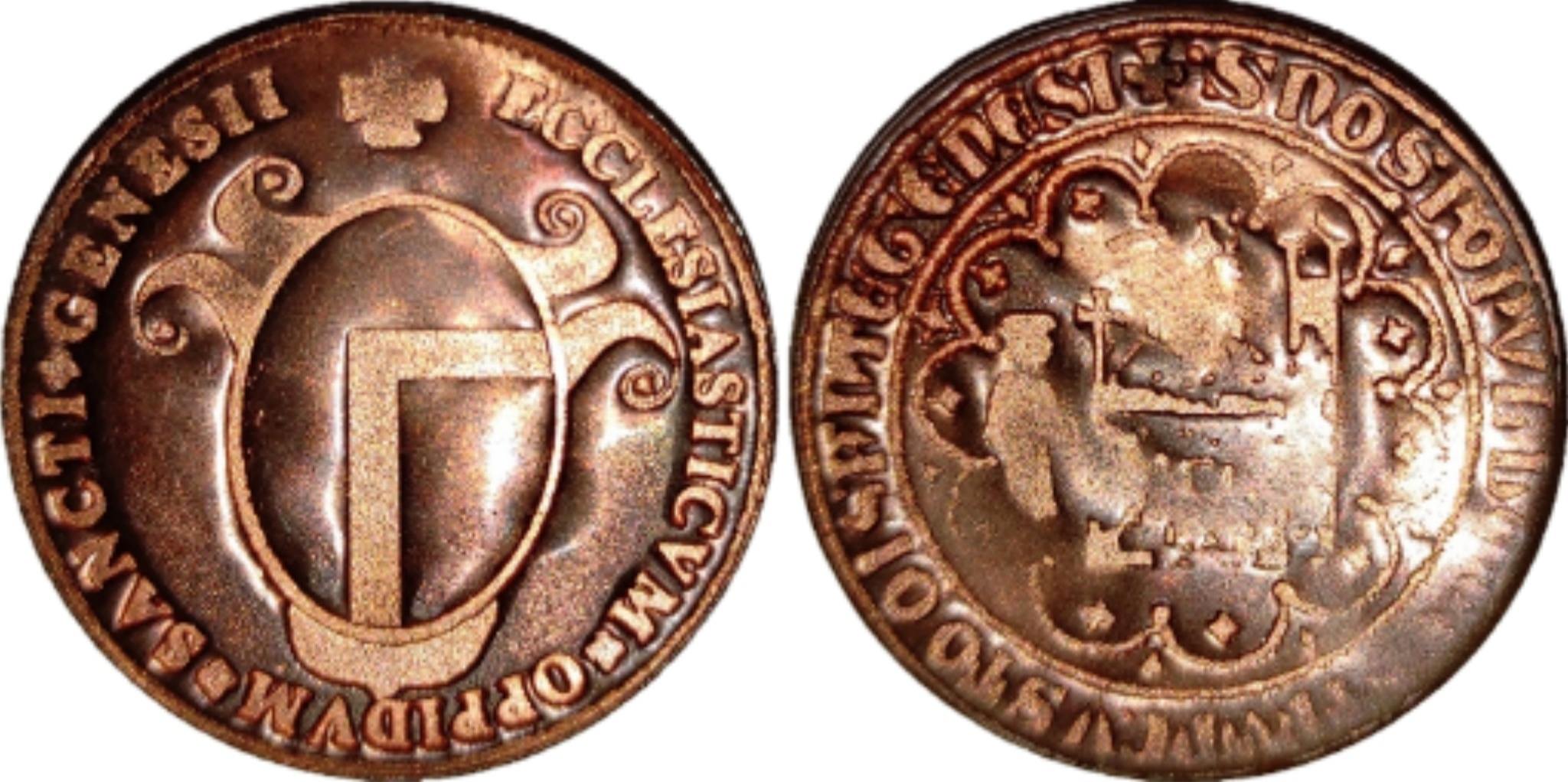
Riproduzione moderna in rame di uno dei sigilli comunali di San Ginesio, utilizzati fino al XV secolo

L'attuale stemma di San Ginesio comparve per la prima volta nel medioevo e, come traccia, oggi vengono conservati tre sigilli, conosciuti come "sigilli comunali". Il cittadino Padre Alfonzo Porzi del T.O.R. dal convento di S. Francesco narra di un precedente stemma rappresentante il tempio di Giunone, sostituito poi con l'arrivo del cristianesimo da una croce, simbolo di vittoria sul paganesimo.
Nel volume XIX delle Antichità Picene, a cura di Giuseppe Colucci, Telesforo Benigni afferma che ai suoi tempi esistevano ancora degli antichi sigilli rotondi, di cui riproduce le immagini. In uno di essi è rappresentato un tempio, con a fianco un personaggio togato con qualcosa in testa che non si capisce bene: per Benigni il santo protettore. Nell'altro è rappresentato lo stesso tempio, con lo stesso personaggio a sinistra della costruzione che è sormontata dalle chiavi incrociate, simbolo dell'autorità papale. In entrambe, nella scritta incisa in caratteri gotici nella corona circolare che chiude l'immagine, si legge: † S. Nos Populum vestrum custodi Sancte Genesi. Il Benigni interpreta: San Ginesio, proteggi noi, vostro popolo; mentre nella S. legge l'abbreviazione per: Sigillo. Il Morichelli Riccomanni invece interpreta la S. per Senatum, e di conseguenza traduce: "San Ginesio, proteggi il senato nostro, vostro popolo".
Sicuramente si tratta di un sigillo usato per dispacci, e non di uno stemma. Ma interessante è la lettura del personaggio togato che qualche autore moderno ha supposto non si tratti del santo protettore, quanto invece dell'imperatore Federico II, del quale i Ginesini furono fedeli e valorosi alleati al punto di meritare il titolo di Defensores Imperii, titolo che conserveranno negli Statuti comunali per designare i massimi esponenti del governo cittadino, vale a dire i quattro priori e il gonfaloniere.
A partire dal XV secolo, o dal 1458, si suppose che la popolazione non utilizzò più i sigilli poiché papa Pio II concesse lo stemma, proveniente dal suo stemma di famiglia, ovvero una croce che però venne dimezzata e sottoposta al tempio di Giunone. L'idea cadde dal momento che lo stemma di San Ginesio, insieme a quello di Martino V, dei Signori da Varano, dell'arciprete e del mastro-architetto bavarese Enrico Alemanno, già dal 1421 erano stati riprodotti nel frontespizio della Pieve Collegiata e in alcune pergamene particolarmente importanti del 1464.
Altra dimostrazione è il Quadro di Sant'Andrea: sulla porta e sull'antiporta della cerchia delle mura castellane che fanno da quinta alla battaglia è raffigurato per ben due volte lo stemma di San Ginesio. Lo stesso stemma venne riportato anche da Stefano Folchetti nel dipinto Madonna in trono col Bambino, san Francesco e il beato Liberato da Loro Piceno del 1498, che il Magistrato aveva fatto dipingere, quale pala d'altare per la chiesa del convento di San Liberato.
Oggi, molto più correttamente, seguendo i rigidi protocolli della scienza araldica, si ritiene si tratti di una croce gammata, una croce ripiegata sui due bracci di diversa grandezza che in quella posizione configurano la lettera greca gamma, cioè "G", coincidente con l'iniziale del santo patrono.
Durante il ventennio fascista lo stemma venne affiancato ad uno scudo sannitico con il tricolore e il fascio littorio, o sormontato dal Capo del Littorio, mentre l'attuale stemma venne presentato e approvato dalla Presidenza del Consiglio dei ministri il 10 giugno 1951, mentre l'attuale gonfalone dal Presidente della Repubblica il 1º luglio 1952. La blasonatura dello stemma è 
(DPCM del 10.06.1951)
Quella del gonfalone è: 
(DPR del 01.07.1952)

## Monumenti e luoghi d'interesse

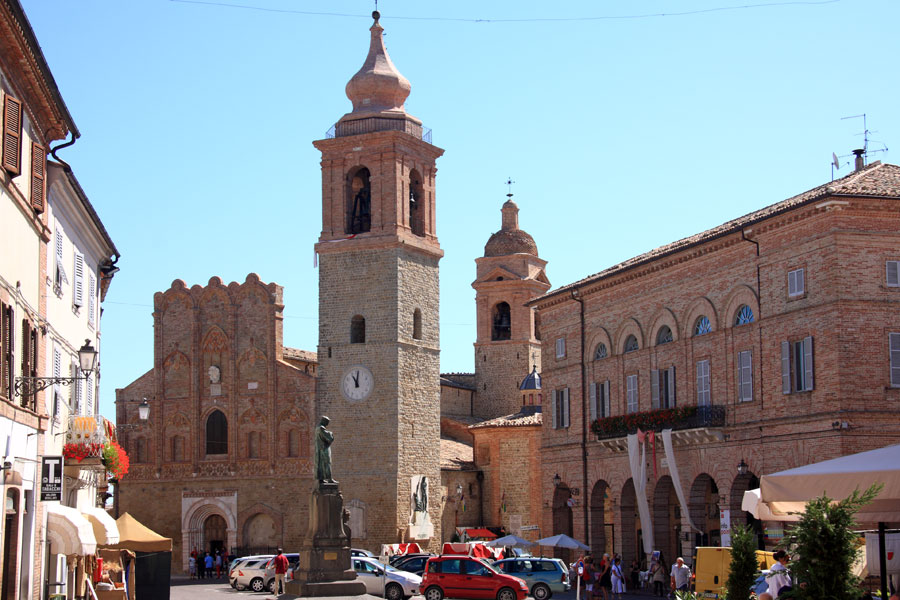
La piazza centrale con la Collegiata, il loggiato e il teatro nel palazzo defensoriale (a destra)

San Ginesio è quasi interamente costruito in pietra arenaria, proveniente proprio dai vicini Monti Sibillini. Gli edifici presentano elementi dell'architettura nordeuropea, arrivati nel paese in epoca medievale con delle maestranze provenienti dalla Germania, esempio è Pietro ed Enrico Alemanno, e dai Paesi Bassi.

### Architetture religiose

#### Collegiata di Santa Maria Assunta
La Chiesa Collegiata di Santa Maria Assunta è la chiesa principale ed è situata in piazza Alberico Gentili. Una prima struttura venne costruita nel XI secolo su una cappella paleocristiana dedicata a Genesio di Roma, santo patrono del paese, ma dopo l'inizio dell'espansione territoriale verso est dell'abitato, l'amministrazione pubblica decretò la costruzione di una nuova chiesa che potesse contenere molta gente. L'edificio subì numerose modifiche e restauri, a partire dal 1294 ad opera di Angelo Bussi, fino al più importante, ovvero quello riguardante l’abbellimento della parte superiore del frontespizio della facciata, commissionato nel 1421 ad Enrico Alemanno. Proprio per il suo intervento, ad oggi è l'unica opera marchigiana in stile gotico fiorito.
L'interno, diviso in tre navate, conserva la cripta originale del periodo paleocristiano, nove cappelle disposte lungo i lati, sei poste nel lato destro e tre poste nel lato sinistro. Sono varie le opere presenti: molte sono opera del ginesino Domenico Malpiedi, anche se sono presenti tele ed affreschi di altri artisti, come Pietro Alemanno, Cristoforo Roncalli, Federico Zuccari, Adolfo De Carolis, Simone De Magistris e pittori della scuola del Perugino. Altri artisti ginesini contribuirono all'abbellimento dell’interno, come Stefano Folchetti e Guglielmo Ciarlantini
L'8 settembre 2017 la chiesa venne inserita nel "Primo piano di interventi sui beni del patrimonio artistico e culturale", approvato dall'allora Commissario straordinario per la ricostruzione Vasco Errani, il giorno prima della fine dell'incarico. La struttura presenta numerosi danni, sia interni che esterni, dovuti soprattutto alla planimetria e alla dimensione strutturale. Il terremoto ha causato un parziale crollo del soffitto interno e della muratura.
Alcuni studiosi sostengono che sotto il pavimento giacciono le spoglie di Pipino il Breve e di sua moglie Bertrada di Laon, mentre altri sostengono che non sia l'unico edificio di San Ginesio a presentare simboli e incisioni riconducibili all'ordine templare.

#### Abbazia delle Macchie
L'Abbazia di Santa Maria delle Macchie: l'Abbazia di Santa Maria, situata nella frazione Macchie, è un vecchio monastero dei frati benedettini. La data di costruzione è sconosciuta, ma l'uso abbondante del reimpiego dalla vicina città romana di Urbs Salvia, suggerisce che l'abbazia intorno all'VIII secolo e IX secolo. Le tecniche di costruzione nella cripta del XII secolo suggeriscono la fondazione dopo il X secolo. Un documento del 1171 cita l'abbazia, mentre la prima documentazione confermata è del XIII secolo.

#### Altre architetture religiose
- Auditorium Sant'Agostino (ex chiesa di Sant'Agostino): la prima struttura, in stile romanico, era originaria del XIII secolo ed era dedicata a Santa Maria Maddalena.[55] I resti romanici, tuttora visibili nelle murature, vennero conservati nonostante i continui restauri della chiesa.[56] Restaurata nel XVIII secolo su progetto di Carlo Antonio Sassi[57], precisamente tra il 1750 ed il 1756, la facciata originaria venne demolita e ricostruita in stile barocco.[56] Nel 1799 la struttura subì vari danni a causa di un terremoto, che portarono all'obbligo di abbattere il campanile della chiesa.[56][58][59] Con l'unità d'Italia, il convento e la chiesa, dopo la soppressione dell'ordine degli agostiniani, divennero di proprietà del Regno d'Italia.[60]
- Chiesa della Madonna di Loreto: edificata nella frazione Moline nel XVIII secolo, precisamente nel 1625, è ridotta a ruderi a causa dei numerosi terremoti che la colpirono ed è dedicata alla Madonna di Loreto.[61]
- Chiesa della Natività di Maria: situata a Poggio d'Acera e costruita in un luogo isolato ai margini dei confini comunali dal 1490 al 1510, è stata ampiamente ricostruita nel XX secolo utilizzando come modello lo stile architettonico del XVI secolo. Esternamente la chiesa presenta delle decorazioni rurali, come le finestre poste vicino all'ingresso. La facciata è scandita da lesene realizzato in laterizio e i punti sporgenti del tetto sono scanditi da cornici.[62] Pitturata con un'opera realizzata alla fine del XVI secolo e riconducibile alle maestranze locali, le pareti interne sono intonacate a vista e la presenza di finestre ovali fa sì che la luce del Sole illumini la chiesa naturalmente.[63]
- Chiesa di Collina di Lagua[64]
- Chiesa di San Fabiano[65]
- Chiesa di San Francesco: risale all'XI secolo.[66]
- Chiesa di Santa Maria della Pietà, detta «della Scopa», ora di proprietà privata
- Chiesa di San Giovanni Battista: situata nella frazione Campanelle, venne costruita nel 1936 in stile romanico, con l'utilizzo di materiale proveniente da ruderi civili, più precisamente mattoni. Il rosone in pietra rosa con croce centrale, riporta i simboli dei Quattro Evangelisti. La facciata è decorata con numerosi archetti pensili sopra ad una cornice in cotto. Sul lato destro della struttura si trovano la cappella semicircolare ed il campanile coronato di cuspide, mentre sul lato sinistro la sagrestia costruita con materiali diversi.[67] La pietra posta sopra la porta d'ingresso della sagrestia potrebbe provenire da una precedente chiesa dedicata sempre a San Giovanni Battista presente nel XIX secolo.[68] Nonostante la chiesa si presenti con una pianta a croce latina, i due bracci sono asimmetrici, infatti la sagrestia ha pianta quadrata e la cappella ha pianta semicircolare. L'interno presenta una crociera con tre archi decorati con degli archivolti in mattoni aprono sulla navata ed un quarto sul presbiterio, sollevato da un pavimento rivestito di marmo. Un secondo altare si trova nella cappella laterale. Nel 1969, a seguito del Concilio Vaticano II, la chiesa venne restaurata.[69]
- Chiesa di San Giacomo[70]
- Chiesa di San Gregorio Magno: costruita alla fine del XIII secolo in stile romanico su un territorio concesso dal Comune di San Ginesio, la sua costruzione iniziò ufficialmente il 4 giugno 1296 e venne conclusa intorno alla metà del XIV secolo. Nel medioevo il bene fu proprietà dell'Ordine dei Benedettini di Piobbico-Sarnano.[71] Prima del XX secolo la chiesa venne più volte restaurata a seguito delle sue condizioni, a volte degradate da eventi naturali. Il primo restauro venne effettuato alla fine del XVI secolo, precisamente nel 1599, il secondo nel 1612 e il terzo nel 1898. Nel secolo successivo al XVIII la struttura subì delle modifiche, infatti nel 1905 alcune parti vennero demolite e ricostruite: esempio ne è la facciata che venne ricostruita in stile neogotico. A seguito del terremoto di Umbria e Marche, il 26 settembre 1997 la chiesa ha subito leggeri danni, che non vennero sistemati visto che i lavori di restauro non furono finanziati.[72]

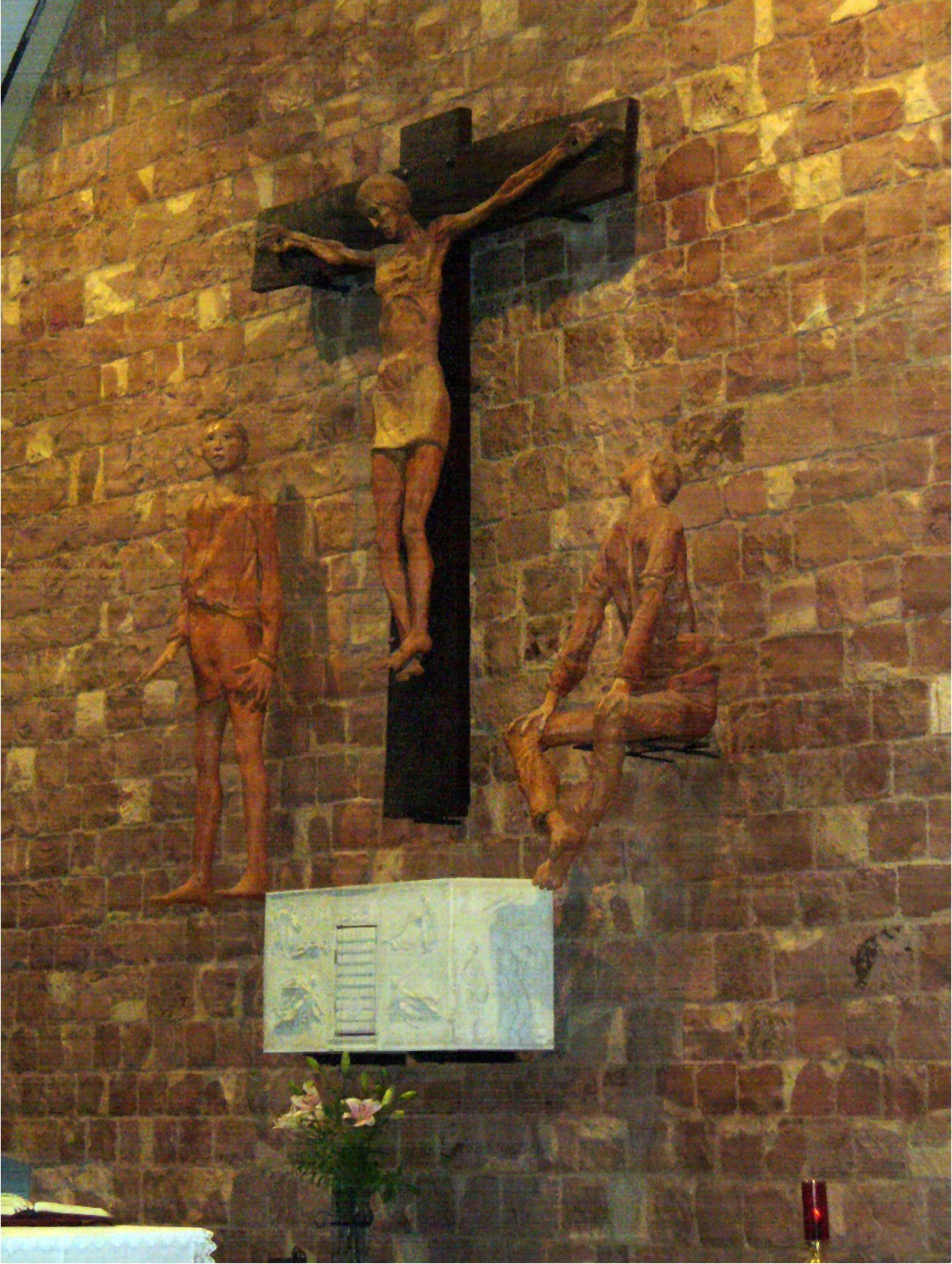
Arnaldo Mazzanti, Cristo crocifisso e oranti e Storie sacre

- Chiesa di San Michele Arcangelo: costruita nel periodo che va dal 1958 al 1962 nella frazione di Passo San Ginesio, venne consacrata nel 1965 ed è compresa tra diversi edifici. Sul lato destro si trova la casa parrocchiale con i locali dedicati al parroco: un corridoio che attraversa la sagrestia collega i due edifici. La chiesa si presenta su di un basamento in pietra rosacea con pianta esagonale, una grande vetrata triangolare che segue il perimetro della chiesa.[73] L'interno presenta numerose opere dell'artista milanese Arnaldo Mazzanti:
  - Cristo crocifisso e oranti, scultura in terracotta, altare maggiore della chiesa parrocchiale;
  - Storie sacre, 1970, tabernacolo;
  - Madonna con Bambino, pittura su tavola;
  - Fonte battesimale, 1970, lastre scolpite in cemento armato.
- Chiesa di San Quirico[74]
- Chiesa di San Savino[75]
- Chiesa di Santa Chiara[76]
- Chiesa di Santa Croce: chiamata anche chiesa della Santa Croce, la prima documentazione di questa chiesa risale al 1069, il che la rende la seconda chiesa più vecchia dell'intero territorio comunale. L'attuale chiesa, invece, risale al XV secolo e all'interno è affrescata con un'opera del 1500 riconducibile a Stefano Folchetti. La facciata a capanna presenta il portale in pietra arenaria con un rosone a mattoni, mentre il campanile è assente a causa del terremoto. L'interno intonacato e l'utilizzo delle finestre, fanno sì che la luce entri ed illumini la chiesa naturalmente. La chiesa fu restaurata più volte: negli anni 1980 e a seguito del sisma del 1997 di Marche e Umbria.[77]
- Chiesa di Santa Maria della Consolazione
- Chiesa di Santa Maria in Selva[78]
- Chiesa di Santa Maria in Vepretis: la chiesa è una chiesa cattolica romana in stile barocco, costruita in mattoni semplici e decorata all'interno.[79]
- Chiesa di Torre di Morro[80]
- Complesso monumentale dei santi Tommaso e Barnaba
- Edicola della Madonnetta della Fornarina
- Eremo di San Liberato: conosciuto anche come santuario di San Liberato, costruito sull'eremo di Soffiano al confine tra San Ginesio e Sarnano, è dedicato a San Liberato da Loro Piceno da cui prende il nome.
- Ex chiesa di San Filippo Neri: costruita nel 1630 lungo l'attuale Corso Scipione Gentili, apparteneva ai Filippini, anche se prima di essere sconsacrata venne data anche all'ordine dei Frati Minori.[81]
- Ex chiesa di San Girolamo: costruita nella seconda metà del XVI secolo, restano solo dei ruderi.[81]
- Ex chiesa di San Michele[82]
- Ex chiesa di Sant'Anna
- Ex convento degli Agostiniani: risale all'XIII secolo, ma gli edifici attuali sono del 1615 e più tardi. Il chiostro contiene affreschi con scene della vita di Agostino, fatti fra il 1630 e il 1640 da Domenico Malpiedi.[83]

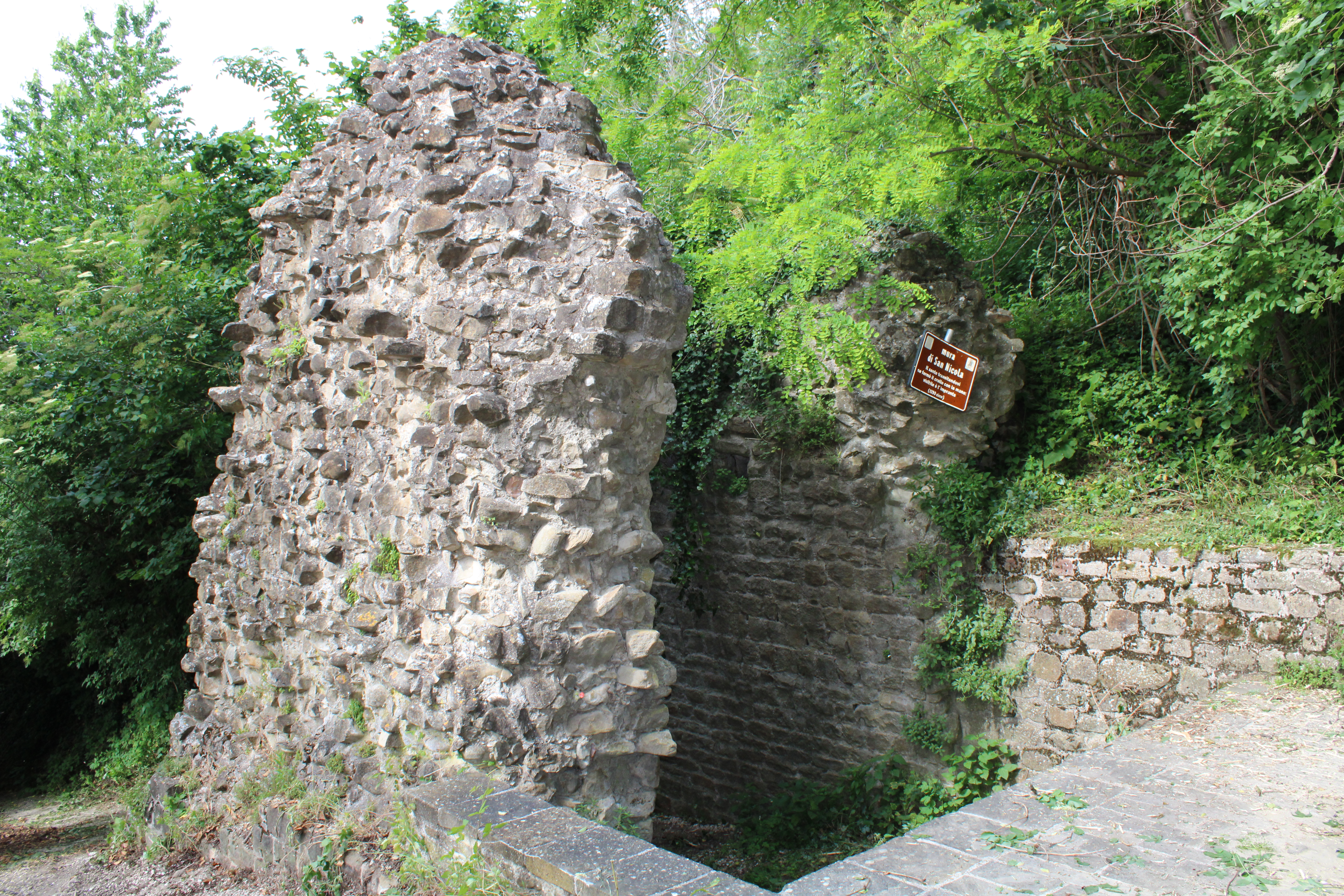
Mura di San Nicola

- Mura di San Nicola: le mura di San Nicola (San Nicola dall'omonimo santo) sono una parte delle attuali mura castellane del paese. Il santo con l'imposizione del ginocchio, ne impedì la caduta.[84][85]

### Architetture civili e militari
- Castello di Roccacolonnalta: castello medievale appartenuto in passato alla famiglia nobile Brunforte, è un rudere situato nella frazione di Rocca. In passato il castello forse conteneva una piccola cappella[86] Secondo alcune ipotesi ricostruttive, la costruzione del castello potrebbe essere opera dei crociati dell'ordine degli Ospitalieri di San Giovanni di Gerusalemme, vista la sua somiglianza con il Krak dei Cavalieri situato in Siria.[87]

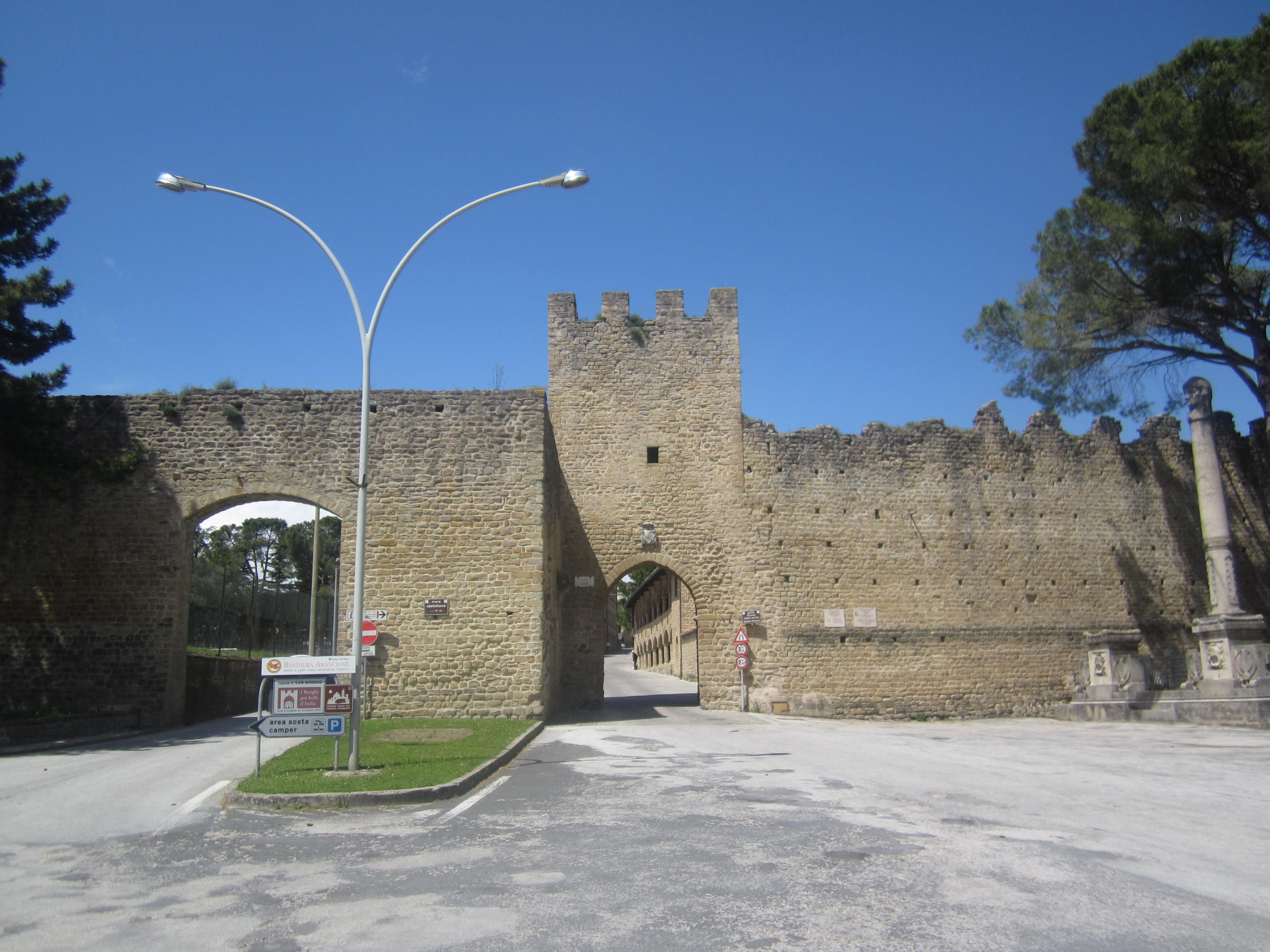
Mura castellane, Porta Picena e scorcio dell'Ospedale dei Pellegrini

- Mura di San Ginesio: tra i maggiori rilievi monumentali sono le mura di San Ginesio, iniziate nel 1308 (XIV secolo) e compiute in 150 anni; furono costruite in pietra arenaria, facendo sì che circondassero quasi completamente la cittadina. Sono munite di torri, torrioni e di quattro porte di ingresso ("Porta Picena", "Porta Offuna", "Porta Ascarana" e "Porta Alvaneto")[88]. Le mura furono erette per difendere il paese da eventuali attacchi di altre popolazioni, soprattutto i fermani.[89][90]
- Ospedale dei Pellegrini: l'ospedale dei Pellegrini o di San Paolo è una costruzione del 1295 (XIII secolo) in stile romanico, con portico a basse colonne circolari in pietra arenaria con capitelli rivestiti con foglie, un solo ordine di logge poligonali in cotto raddoppiato nel 1457 e un'arcata di sopra costruita a mattoni.[91] La struttura è un esempio di domus hospitales, costruita proprio per accogliere i viandanti che si recavano a Roma in pellegrinaggio.[81]
- Portella di Piazza[92]
- Teatro comunale Giacomo Leopardi
- Torre civica: strutturalmente unita alla Chiesa Collegiata, la torre civica venne costruita in stile romanico, mentre la copertura a bulbo venne aggiunta nel XVII secolo.[45] Di proprietà comunale, la torre ospita la Campana dell'Impero, una campana in bronzo progettata da Guglielmo Ciarlantini, realizzata dalla fonderia Campane Pasqualini nel 1937 e firmata da Benito Mussolini. La sua realizzazione è celebrativa, infatti celebra il successo del colonialismo italiano in Etiopia (Etiopia Italiana) del 1935 e 1936.[93] La torre è danneggiata dal terremoto di Umbria e Marche del 1997[94] ed ha subito una messa in sicurezza a causa dello sciame sismico del 2016 e del 2017.[95]
- Villa Piersanti[96]

#### Palazzi
- Palazzo Costantini: nella struttura è possibile vedere una cappella privata in stile barocco e una tela, che rimanda, presumibilmente, la costruzione del complesso al XVII secolo. Nel XIX secolo venne fatto restaurare dalla famiglia di cui il palazzo prende il nome, ovvero la famiglia Costantini, ma nel XX secolo venne nuovamente restaurato dalla Comunità montana dei Monti Azzurri. Nel settembre del 1997, a seguito del terremoto di Marche e Umbria, subì alcuni danni senza però essere restaurato.[97]
- Palazzo Cucchiari: il palazzo,ampliato nel XIX secolo, venne costruito da maestranze locali nel XI o XIII secolo.[98] Casa natale della medaglia d'oro al valor militare Giovanni Cucchiari e su di essa è posta una lapide in suo ricordo.
- Palazzo Galeotti (XIX secolo)[99]
- Palazzo Mazzabufi: la costruzione risale al XVIII secolo[100] e nel corso del tempo ospitò numerosi personaggi famosi. Tra questi ricordiamo Giovanni Devoti (fine XVIII secolo), Sir Thomas E. Holland (1875 e 1888), Luigi Rava (settembre 1908) e Umberto II di Savoia (agosto 1944).
- Palazzo Mazzabufi di Morichella (XVIII secolo)[101]
- Palazzo Morichelli d'Altemps: appartenente alla nobile famiglia Morichelli-d'Altemps, all'interno conserva un acquerello di autore ignoto che raffigura la piazza di San Ginesio come si presentava prima del 1850.[81][102]
- Palazzo Olivieri: edificio di sobrie proporzioni, fu costruito intorno agli inizi del XIX secolo su commissione della Famiglia Onofri. L'esterno presenta numerose finestre incorniciate da modanature in cotto, un portale con un blasone pontificio in ferro battuto voluto da Pio VII, mentre l'interno è decorato con motivi floreali alla pompeiana o con motivi allegorici opera del pittore ginesino conosciuto come Galassi.[81]
- Palazzo Onofri (XIX secolo)[103]
- Palazzo Onofri-Olivieri: palazzo nobiliare costruito intorno al XVIII secolo e progettato da Giuseppe Lucatelli su commissione della Famiglia Onofri, presenta delle decorazioni del pittore ginesino Gaetano Galassi. Ricostruito in parte nel 1964, nel 1997 subì i danni del terremoto.[104]
- Palazzo Ragoni (1169)[105]
- Palazzo Tamburelli-Gilberti (XVIII-XVIII secolo)[106]

### Parchi e monumenti
- Colle Ascarano: situato vicino a Porta Ascarana, il parco nei primi anni del XX secolo non presentava nessuna decorazione, vegetazione o struttura, come riportano le foto d'epoca. Questa scelta non fu casuale, infatti sul terreno che comprende il colle sorgeva l'antico castello degli Ascarano: i discendenti della nobile famiglia volendo far ritornare San Ginesio sotto il dominio dei Da Varano, aprirono le porte del paese. Una volta che furono scoperti, il loro castello venne raso al suolo e il governo locale emanò un decreto che impediva a chiunque di costruire in quell'appezzamento. Oggi dal parco si può ammirare una vista che va dal Gran Sasso al Monte Conero, Monti Sibillini compresi.[81] La Nuova Rivista Misena, una rivista di Arcevia, nell'aprile del 1889 per descrivere il panorama scrive:

- Parco della Rimembranza: chiamato anche "parco delle Rimembranze", è un parco situato fuori Porta Picena, uno di quattro ingressi al paese, ed è dedicato ai caduti nella prima e seconda guerra mondiale. Costruito tra il 1925 e il 1930 da Guglielmo Ciarlantini,[107] il parco possiede ancora le decorazioni del periodo fascista all'ingresso di esso. Costruito come fosse una basilica, i pini marittimi al suo interno assumono significati diversi: i pini più esterni rappresentano i soldati morti per cause della guerra, i pini più interni e dell'abside immaginario rappresentano i soldati morti in combattimento, quelli che circondano l'altare rappresentano i soldati decorati e i due cipressi rappresentano le due medaglie d'oro al valor militare di San Ginesio.[108]

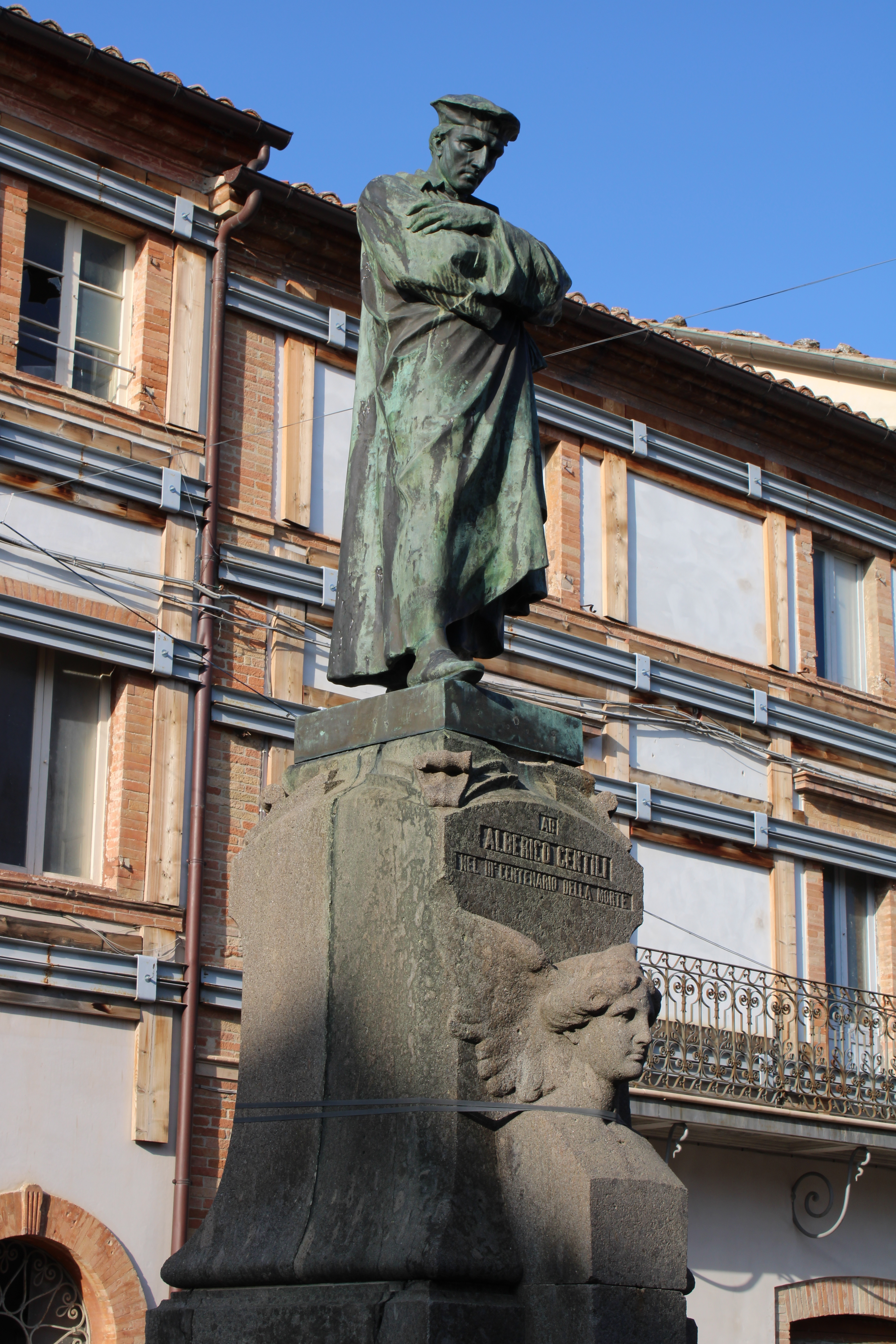
Statua di Alberico Gentili

- Statua di Alberico Gentili: statua realizzata in bronzo dallo scultore Giuseppe Guastalla nel 1905, si trova nella piazza cittadina. Dedicata ad Alberico Gentili, come riporta il nome, posa di fronte al corso Scipione Gentili.[109]
- Lapide ai martiri della libertà: situata in piazza Alberico Gentili, la lapide è dedicata al gruppo Vera, gruppo partigiano attivo nel luogo durante la seconda guerra mondiale, composto da ginesini che combatterono le crudeltà dei nazifascisti. Costruita in marmo con bordatura in rilievo, fu posta nella piazza in onore del sessantesimo anniversario della liberazione del paese il 20 giugno 1944.[110]
- Lapide ai martiri di San Ginesio: posta sulle mura castellane, inaugurata il 9 agosto 1964, è dedicata ai martiri ginesini della seconda guerra mondiale.[111]
- Lapide a Sigismondo Damiani: lapide dedicata al frate militare, posta nel santuario nella frazione di San Liberato, dove predicava durante le guerre mondiali, è costruita in travertino e posta al muro con sostegni in ferro. Nella parte superiore, in rilievo ed in bronzo, è scolpito il profilo del mezzobusto del frate.[112]
- Lastra a Concetto Focaccetti: lastra in marmo al tenente Focaccetti, membro degli alpini morto durante la seconda guerra mondiale nei Balcani.[113]
- Lastra a Glorio della Vecchia: lastra posta nella via con il nome del militare Raffaele Merelli, è dedicata alla sua uccisione nella frazione di Passo San Ginesio nel 1944.[114]

## Società

### Evoluzione demografica
Abitanti censiti

A causa del terremoto del Centro Italia del 2016 e del 2017, alcuni ginesini, sia paesani sia delle frazioni, sono stati costretti ad abbandonare le proprie abitazioni e trasferirsi altrove.

### Etnie e minoranze straniere
In San Ginesio al 31 dicembre 2019, secondo i dati dell'ISTAT, risiedono 269 stranieri e rappresentano l'8,2% della popolazione. La percentuale maggiore (68,40%) proviene dall'Europa, mentre la minore (6,69%) dall'America. Le nazionalità maggiormente presenti erano:
- Regno Unito 63 23,4%
- Romania 47 17,5%
- India 36 13,4%

### Tradizioni e folclore
- La "Battaglia della Fornarina" è una rievocazione storia medievale che avviene con cadenza annuale nel mese di agosto. L'evento si celebra in ricordo dell'assalto a tradimento del paese architettato dai fermani il 30 novembre 1377 e poi sventato grazie all'allarme di una fornarina.[117]
- Il premio "Fornarina" è una premiazione che avviene con cadenza annuale sin dal 1998. Istituito dalla Confraternita del Sacro Cuore di Gesù, il premio elegge ogni anno una figura femminile che si è contraddistinta nella società per le sue attività. Il nome venne scelto in onore della fornarina che il 30 novembre 1377 riuscì a sventare un assalto fermano avvertendo la popolazione. Tra le figure che hanno ricevuto il premio si citano Laura Boldrini (2003), Teresa Petrangolini (2006), Renata Pisu (2010), Franca Bimbi (2013) e Roberta Preziotti (2016).[118]
- Il "Ginesio Fest" è una festività che si svolge in concomitanza con Medievalia. La festività prende il nome dal patrono, conosciuto nel paese come Lucio Ginesio. Il Comune ha istituito il festival dal 2020 per iniziativa del Comitato promotore, con Remo Girone come presidente e Vinicio Marchioni e Milena Mancini come direttori artistici, e dal sindaco Giuliano Ciabocco. In quest'evento viene donato un premio nazionale all’arte dell’attore (Premio San Ginesio).[119] L'evento nasce per dare un segno di speranza dopo i danni del terremoto del 2016 e per superare l’emergenza pandemica causata dalla COVID-19[120] e la premiazione è conferita alla migliore attrice e al migliore attore selezionati da una giuria.[121] Già dal medioevo il Comune era solito dedicare al santo romano delle festività nella sua ricorrenza dal XII secolo, ma con Andrea da Perugia si aggiunsero ulteriori giorni di festa.[122]
- Il "Ritorno degli Esuli" è una rievocazione medievale che si svolge con cadenza triennale. L'evento narra dei trecento ginesini che, tra l'anno 1450 e il 1460, esiliati con l'accusa di sedizione per il restauro della monarchia, trovarono rifugio a Siena. Lì, arruolati nella guardia civica, si distinsero per diligenza e fedeltà a tal punto che furono inviati a San Ginesio ambasciatori senesi per perorare la loro causa. I trecento fecero ritorno in patria accompagnati da notabili senesi che donarono al paese marchigiano il Crocifisso, ancora oggi venerato nella chiesa Collegiata, come testimonianza dell'impegno di pace e gli Statuti vigenti a Siena, perché potessero ricostituirne il diritto.[24]
- "Medievalia" è una festività nei giorni a cavallo con il ferragosto che inizia con la rievocazione della "Battaglia della Fornarina". Durante i giorni festivi il borgo torna a rivivere le atmosfere medievali con ricchi allestimenti e taverne. Il Palio è l'unico evento che si può assistere quasi tutte le sere: gli atleti dei quattro rioni (tutti ginesini) si sfidano in varie attività, come il tiro con l'arco e con la balestra, la corsa e spada (staffetta), nel palio degli anelli (giostra cavalleresca) il 13 agosto in notturna e nel palio della Pacca (giostra cavalleresca) nel pomeriggio del 15 agosto.[117]

### Istituzioni, enti e associazioni
- Ospedale civile: struttura già abitata prima del XV secolo dai cistercensi, venne ampliata nel XVII secolo per questioni militari. Originariamente era uno dei possedimenti del clero cattolico, più precisamente il convento della chiesa di Santa Maria in Vepretis. Prima dell'inizio del XIX secolo, durante la Repubblica Romana, al convento vennero donati nuovi beni, lavoro continuato anche dallo Stato Pontificio dopo la liberazione napoleonica, mentre con la nascita del Regno d'Italia e l'appropriazione da parte dello Stato dei beni ecclesiastici, il convento venne spogliato dei suoi bene e trasformato in un ospedale con scuola e orfanotrofio e l'ordine religioso che vi alloggiava venne soppresso. Nel XX secolo subì notevoli interventi di ristrutturazione, come nuove pavimentazioni e la creazione di nuovi corpi.[123] Nel 1972 l'ospedale venne unificato con l'ospedale civile di Sarnano, attraverso la nascita del Consorzio ospedaliero di Sarnano e San Ginesio. La fusione ufficiale delle due strutture ospedaliere avvenne con la legge regionale n. 36 del 19 maggio 1975, ma operativa dal 1976. Da lì i due ospedali assunsero la denominazione "Ospedali unificati di Sarnano e San Ginesio". Dal 1981 al 1988 venne amministrato dall'ASUR n. 19 di Tolentino, per poi essere chiuso e trasformato in RSA.[124] Alcuni reparti e ambulatori sono rimasti in funzione sotto il controllo dell'ASUR regionale.

## Cultura

### Istruzione

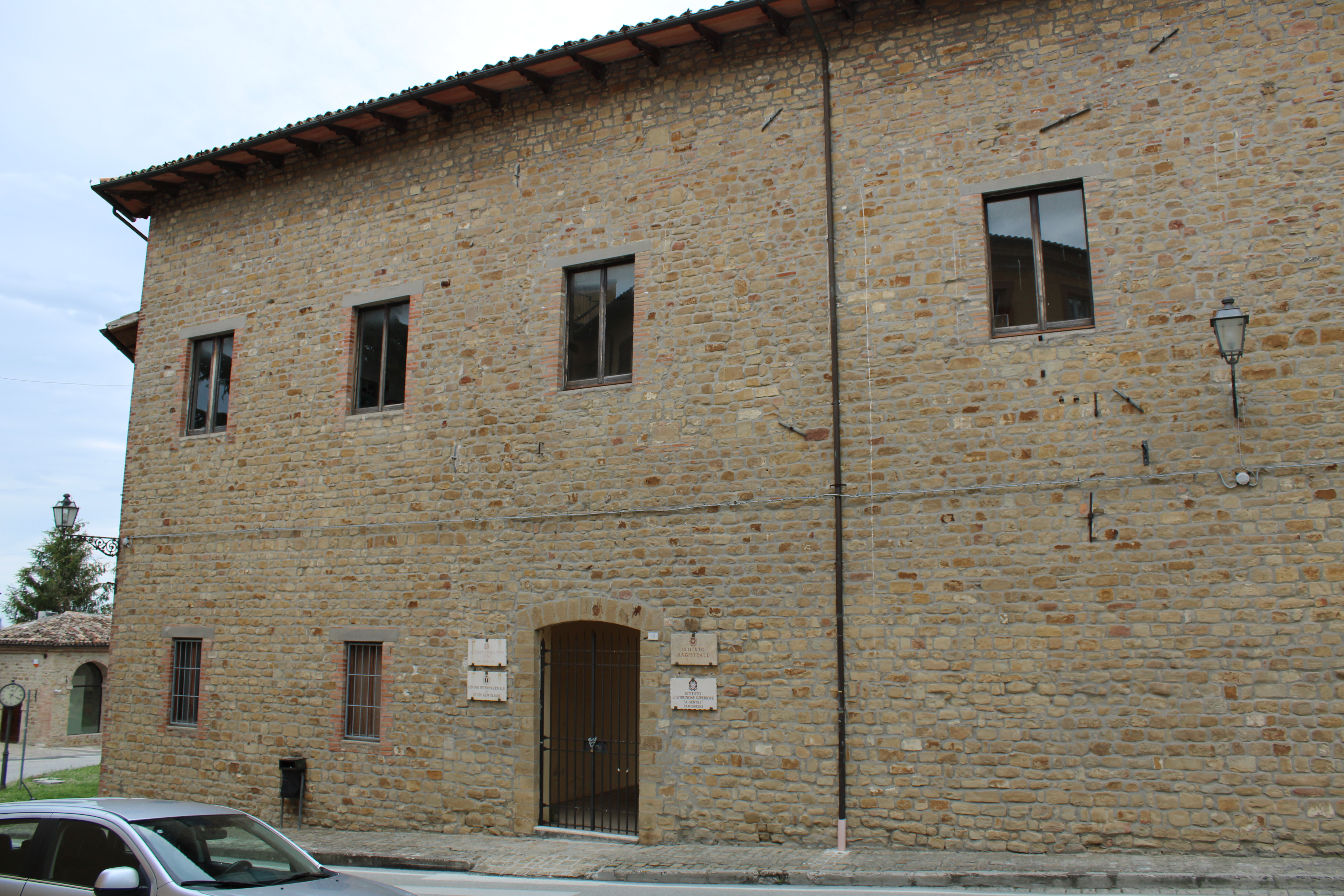
Convento degli agostiniani, sede principale dell'IIS Alberico Gentili e del CISG.

In San Ginesio, nel 1981, è stato fondato il Centro internazionale di studi gentiliani (CISG), un cenacolo per la cultura giuridico-umanistica che celebra la memoria del giurista Alberico Gentili, la cui statua è collocata nel centro della piazza principale della città.

#### Biblioteche
La biblioteca comunale Scipione Gentili, con 12 000 volumi, si trova nell'ala nord del palazzo del comune ed è gestita dai volontari e dal comune stesso.

#### Scuola
Il comune è sede principale dell'istituto comprensivo "Vincenzo Tortoreto". Comprende quattro scuole dell'infanzia, quattro scuole primarie e due scuole secondarie di primo grado, distribuite nei comuni di San Ginesio, Sant'Angelo in Pontano e Ripe San Ginesio. Nel territorio è presente anche l'Istituto di Istruzione Superiore Alberico Gentili, dedicato proprio al giurista Alberico Gentili. L'istituto comprende anche il liceo scientifico con sede a Sarnano. Inoltre, nel comune è presente anche la sede distaccata dell'Istituto Professionale di Stato per l'Industria e l'artigianato Renzo Frau, che si occupa di arredamento e meccanica.

### Musei
- In città è presente il museo e pinacoteca Scipione Gentili, nell'ex chiesa di San Sebastiano, dove al suo interno, oltre ad altre svariate opere d'arte sia artistiche che architettoniche, è conservata la pala della battaglia tra ginesini e fermani, pala conosciuta oggi come quadro di Sant'Andrea.[132] Con il terremoto del 2016 e 2017 la struttura è tuttora inagibile.
- Con la locuzione latina Hoc Opus si indica una mostra d'arte, chiamata Hoc Opus. Ritorno alla bellezza, di opere prelevate dopo il sisma dalla pinacoteca comunale e dalle chiese ginesina del territorio, ritornate nel comune dopo 4 anni.[133][134]

### Media

#### Radio
Intorno al 1970, dopo che il comune fornì al proprio territorio la prima antenna radio libera, venne creata la prima stazione radio chiamata Radio Zona L (RZL), poi soppressa. Il nome della radio riprende quello della Comunità montana dei Monti Azzurri, che controlla la "zona L" del territorio.

### Musica
Nel 1989, nacque la Corale Giulio Bonagiunta, che prende il nome dal musicista ginesino del XVI secolo Giulio Bonagiunta.

### Cucina
- Il vino "San Ginesio" è una denominazione di origine controllata (DOC): "San Ginesio Rosso" è prodotto con uve di Sangiovese, Vernaccia nera, Cabernet Franc, Cabernet Sauvignon, Merlot e Ciliegiolo. "San Ginesio Spumante" è prodotto con Vernaccia nera in purezza.[136] Questa tipologia di vino DOC è nata con il decreto emanato il 25 luglio 2007[137].
- Tipico dolce natalizio è la pizza con le noci o con i fichi.
- Piatto tipico soprattutto durante il Palio è il polentone,[136] chiamato ufficialmente "Polentone di San Ginesio".[138] Il polentone è registrato ufficialmente presso la CCIAA di Macerata.[139]
- Salame tipico del luogo e dell'entroterra maceratese è il ciauscolo.

## Geografia antropica

### Frazioni
Le frazioni del comune sono 23 e sono: Botondolo, Campanelle, Cardarello, Casa Gatti, Cerqueto, Colle, Collina, Ficcardo, Fontepeschiera, Macchie, Maregnano, Morichella, Morico, Passo San Ginesio, Pian di Pieca (Pieca e Santa Maria di Pieca) Rocca Colonnalta, San Liberato, Santa Croce, Santa Maria in Alto Cielo, Torre di Morro, Vallato e Vallimestre.

#### Passo San Ginesio
Passo San Ginesio nacque nel 1911 con la creazione dell'azienda Autolinee SASP, che costruì lungo la SS 78 i suoi uffici e il suo deposito mezzi. Durante la seconda guerra mondiale la frazione fu luogo di rastrellamenti e nel 1944 luogo di morte di tre partigiani. Dal 1970 in poi, i passesi (abitanti ginesini della frazione) vivono una faida indiretta con gli abitanti del borgo.

## Economia

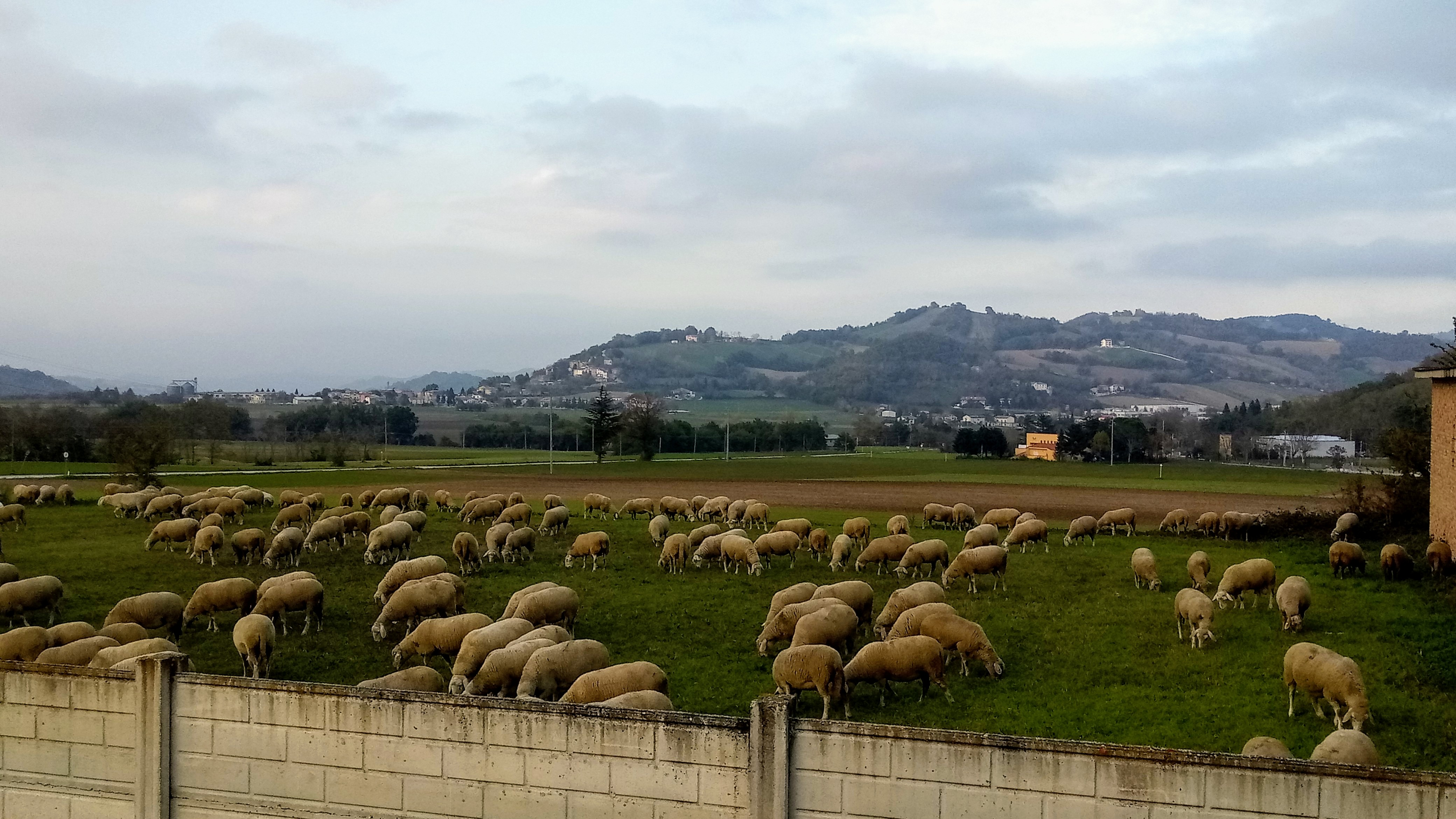
Pecore al pascolo vicino Pian di Pieca

### Agricoltura
Nel comune di San Ginesio, principalmente nella zona collinare e nella zona pianeggiante del suo territorio, è comune trovare piantagioni di orzo, grano, girasoli, erba medica, mais, vigneti ed uliveti.

### Artigianato
Tra le attività economiche più tradizionali, diffuse e attive vi sono quelle artigianali, come la rinomata arte della tessitura finalizzata alla realizzazione di tappeti e di altri prodotti di pregio artistico. Nell'antichità il Comune è rinomato, anche a livello europeo, per i fiorenti commerci.

### Industria
Le industrie situate nel comune sono principalmente stanziate nella Zona PIP (Piano per gli insediamenti produttivi) della frazione di Pian di Pieca e lungo la SS 78. La zona comprende industrie alimentari, industrie tessili e industrie di materie plastiche. Nel restante territorio comunale possiamo trovare varie industrie minerarie. Molteplici aziende, situate nella periferia del paese storico e nelle frazioni di Passo San Ginesio e Pian di Pieca, sono chiuse o andate in fallimento a causa della grande recessione.

### Turismo

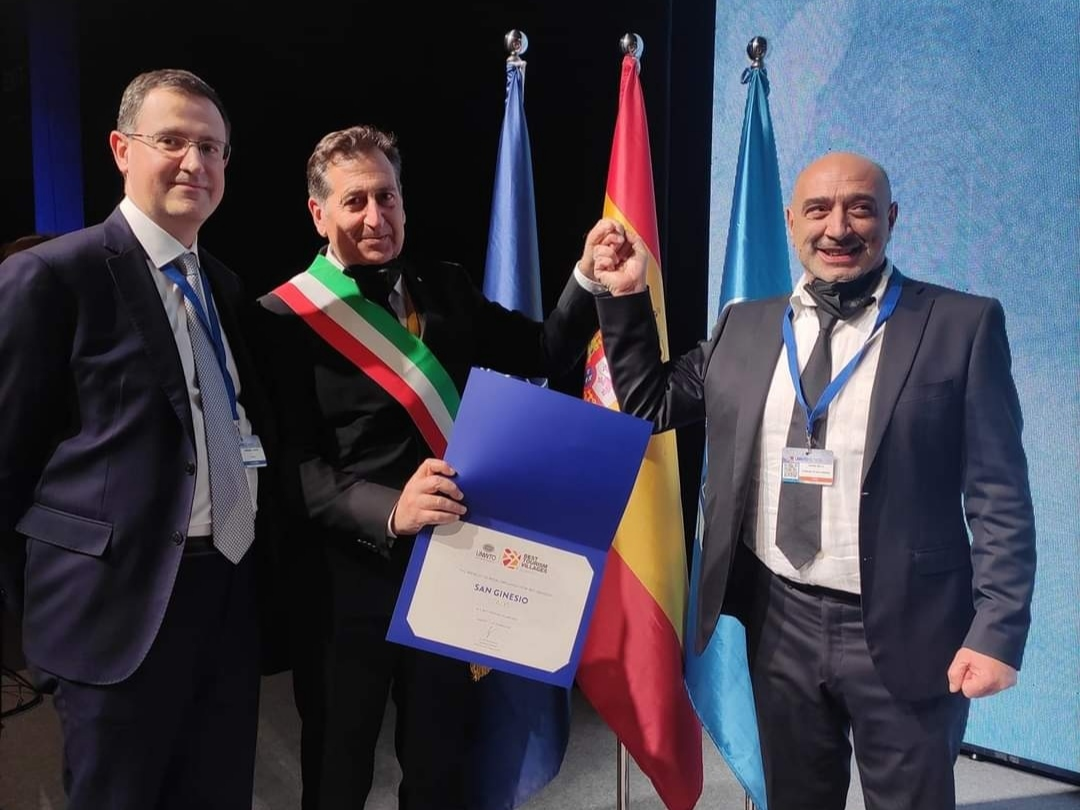
Il sindaco Ciabocco e il vicesindaco Belli ricevono il premio dell'Organizzazione mondiale del turismo

Situato vicino ai Monti Sibillini, fa parte dell'associazione I borghi più belli d'Italia ed è stato insignito della Bandiera arancione dal Touring Club Italiano, della Bandiera gialla dall'Associazione campeggiatori turistici d'Italia ed è uno dei Comuni che aderisce al Comune amico del turismo itinerante. Il 2 dicembre 2021 ha ricevuto il riconoscimento di "miglior villaggio turistico 2021" per l'Italia a Madrid dall’Organizzazione mondiale del turismo delle Nazioni Unite (UNWTO). Va ricordato inoltre come negli anni ottanta e novanta, San Ginesio era meta assai ambita da diversi professionisti del tennis come luogo in cui effettuare il ritiro estivo ed allenarsi.

## Infrastrutture e trasporti
San Ginesio si trova lungo la Strada provinciale 45 Faleriense, che lo collega, anche nella frazione di Pian di Pieca, con la Strada provinciale 502 di Cingoli. Fuori dal paese la SP 45 si incrocia con la Strada provinciale 126, che lo collega con Tolentino. La frazione di Passo San Ginesio è il punto d'incontro tra la SP 45 e la Strada statale 78 Picena ed è la frazione in cui la Autolinee SASP - facente parte dell'unione delle società Contram, azienda di trasporto pubblico italiano - ha la sede amministrativa, officina e i magazzini.

## Amministrazione

### Altre informazioni amministrative
- Il comune fa parte del circuito de I borghi più belli d'Italia[143] ed è anche uno dei comuni che possiede il marchio turistico-ambientale della Bandiera arancione, conferito dal Touring club italiano.[144] Oltre a questi titoli possiede il marchio Bandiera gialla dato dall'Associazione Campeggiatori Turistici d'Italia,[145] è uno dei Comuni che aderisce al Comune amico del turismo itinerante[146] ed è stato nominato uno dei "Best Tourism Village" dall'UNWTO;[147]
- Nel territorio comunale è presente il capoluogo dell'attuale Unione Montana dei Monti Azzurri (ex Comunità montana Monti Azzurri), comunità che aiuta anziani e disabili bisognosi di assistenza;[149]
- Nella frazione di Pian di Pieca, il comune dispone di un eliporto della protezione civile italiana.
- Nel territorio comunale è presente la rete elettrica ad altissima tensione (380 kV);
- A livello sanitario San Ginesio rientrava nel Distretto 9 della Zona Territoriale n.3 di Macerata dell'Azienda Sanitaria Unica Regionale delle Marche (in sigla Z.T. n.3 - A.S.U.R. Marche).[150] Con la legge regionale dell'8 agosto 2022, n.19, che ha soppresso l'ASUR e ha dato vita alle Aziende Sanitarie Territoriali (AST), dal 1º gennaio 2023 fa parte dell'AST di Macerata.[151]
- A livello ecclesiastico, San Ginesio è una delle 6 vicarie dell'arcidiocesi di Camerino-San Severino Marche, e comprende i comuni di Belforte del Chienti, Caldarola, Camporotondo di Fiastrone, Cessapalombo, Ripe San Ginesio, Sarnano e Serrapetrona.

#### Comuni amici[152]
- Siena
- Capodistria (comune)
- Carpenedolo
- Changshu
- Chieve

## Sport
Ha sede nel comune la società di calcio San Ginesio calcio, che ha disputato campionati dilettantistici regionali.